# Csibrák
Csibrák è un comune dell'Ungheria centro-meridionale di 358 abitanti (dati 2008). È situato nella contea di Tolna.